# ريكا إيشيدا
ريكا إيشيدا (باليابانية: 石田利佳) هي لاعب هوكي الحقل يابانية، ولدت في 18 يونيو 1981.

## وصلات خارجية
- ريكا إيشيدا على موقع أوليمبيديا (الإنجليزية)